# ジョン・パーシング
ジョン・ジョゼフ・“ブラック・ジャック”・パーシング（John Joseph "Black Jack" Pershing, 1860年9月13日 - 1948年7月15日）は、アメリカ合衆国の陸軍軍人。最終階級は陸軍大元帥。第一次世界大戦中にヨーロッパ派遣軍総司令官として活躍した。

## 初期の経歴
ミズーリ州ラクデーレ郡にドイツ系アメリカ人の家庭に生まれ、もともとの姓はペルシング(Persching)であった。同時にスペイン系の血も引いている。
1886年に陸軍士官学校を卒業して、少尉に任官。第6騎兵連隊に配属されてアパッチ族に対する戦役に参加し、勇名を馳せた。特に射撃の名手として名を轟かせ、ピストルは全軍で第2位、ライフルは第5位の成績を残している。
1893年にはロー・スクールを卒業。ネブラスカ大学リンカーン校にて軍事教官を務めたのち、1895年には中尉に昇進し、第10騎兵連隊（いわゆるバッファロー・ソルジャーの起源）に配属される。ここではアフリカ系兵士を率いて先住民との戦いで活躍するが、これが原因で大量のクリーク族がカナダへの退去を余儀なくされた。
1897年、陸軍士官学校の教官に任命される。パーシングはその厳しい指導によって士官候補生から恐れられ、先のアフリカ系兵士を率いての活躍にちなんで、「ニガー・ジャック」とあだ名された。第一次世界大戦でパーシングを取材した記者は、この差別的なあだ名を「ブラック・ジャック」（法執行官が携帯する革製小型警棒のことでもある）とやわらげて報道したため、現在ではこちらの名が広く知られている。

## 米西・米比戦争期
1898年には少佐に任ぜられて米西戦争に参加。義勇兵を率いてキューバに遠征し、サン・ファン丘の戦いで活躍する。1899年から1903年にかけては米比戦争に従軍するためフィリピンに赴き、暴動鎮圧等の功績を立てた。なお、1901年にはいったん大尉に戻されている。
1903年、アメリカに戻ったパーシングの目覚しい軍功に報いるため、セオドア・ルーズベルト大統領は准将昇進を提案するが、軍部の反対にあってこれは実現しなかった。
その後、陸軍大学等を経て、1905年には大使館付き駐在武官として東京に駐在。3月から9月まで、日露戦争の観戦武官として、黒木為楨司令率いる第1軍に従軍した。同年には、ワイオミング州選出の上院議員フランシス・F・ウォーレンの娘と結婚しており、このことがその後のパーシングのキャリアにとって有利に働くことになる。
同年秋にはアメリカに戻り、一気に三階級を飛び越して准将に昇進。このことは軍内部でも反感を買い、軍人としての能力ではなくウォーレン上院議員のコネによって昇進したのだと揶揄された。その後、バルカン半島勤務を経て、1909年から1912年まで再びフィリピン勤務となり、南部ミンダナオ島のモロ州総督を務めた（モロの戦い）。
なおモロ州総督時代、パーシングが捕らえたムスリム民兵49人を、イスラム教で不浄とされる豚の血に浸した銃弾で射殺したという俗説がある。歴史学者は史実ではないと否定的であるが、ドナルド・トランプ米大統領が2017年8月にスペインで起きたテロ事件直後、イスラム過激派に対する有効なテロ防止策として取り上げた
。

## パンチョ・ヴィジャ討伐軍
1914年、メキシコ国境警備を担当する第8旅団長に就任。1915年にはフレデリック・ファストン少将指揮下のパンチョ・ヴィジャ討伐軍に加わった。このとき、部下の一人に当時少尉だったジョージ・パットンがいた。この遠征中、サンフランシスコの自宅は火事に遭い、パーシングは妻と三人の娘を失っている（このとき、6歳の息子フランシス・ウォーレン(Francis Warren)だけが助かった）。

## 第一次世界大戦期

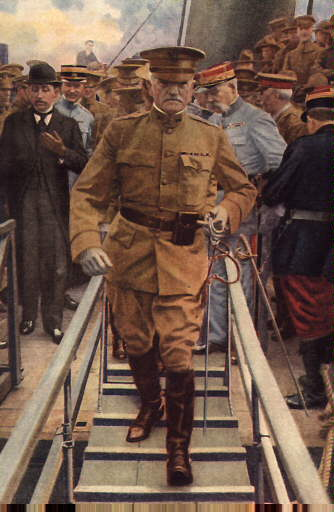
ヨーロッパ派遣軍総司令官としてフランスに上陸したパーシング (1917年)

1917年、第一次世界大戦でアメリカがドイツ帝国に宣戦布告する。ウッドロウ・ウィルソン大統領はパーシングをヨーロッパ派遣軍（ＡＥＦ）総司令官に指名し、あわせて少将に昇進させた。1918年には大将に任ぜられ、ムーズ＝アルゴンヌの攻勢およびサン＝ミエルの戦いを指揮。連合国の勝利に大きく貢献した。このときパーシングの副官の1人だったのがジョージ・C・マーシャル（当時大佐）であり、またダグラス・マッカーサー（当時准将）も彼のもとで師団長として戦った。
ヨーロッパでの活躍によりパーシングは一躍英雄となり、1919年には彼のために特別に制定された合衆国総軍元帥の地位についた。一方、ヨーロッパにおいてパーシングは前線から遥か後方で指揮をとり、前線の野戦指揮官の具申をしばしば退けたことから、部下との間に軋轢が生じることもあったという。特にマッカーサーは、これが原因でパーシングに批判的態度をとるようになる。

## 第一次世界大戦後
1920年にはパーシングを大統領にしようという動きがおこる。パーシングは共和党員だったが、あまりにも民主党ウィルソン政権寄りだと党内ではみなされていた。このため結局、大統領候補に指名されることはなかった。1921年には陸軍参謀総長に就任。1924年に退役するまでこの地位にあった。
その後は悠悠自適の老後を送り、1931年には回顧録『世界大戦での経験』 (ISBN 0830640061) を出版。これは1932年度ピューリッツァー賞を受賞した。また、1941年に制定されたドイツ占領軍戦功章には、第一次世界大戦での功績を讃え、彼の肖像がデザインされている。第二次世界大戦を生き延びたパーシングは、アメリカの勝利を見届けたのち、1948年に没した。合衆国政府は国葬をもってこの老将の死を悼んだ。彼亡きあとのパーシング家は息子のフランシス・ウォーレンが引き継いだ。
中距離弾道ミサイルMGM-31パーシングおよびM26パーシング戦車は、彼の名を冠している。